# Jérémy Chatelain
Jérémy Chatelain (Créteil, París, Isla de Francia; 19 de octubre de 1984) es un cantante, actor y diseñador de moda francés, de padre francés y madre española. 
Estuvo casado con Alizée Jacotey con quien tiene una hija, Annily. Participó en la segunda temporada (2002-2003) del programa de televisión Star Academy en Francia.

## Carrera
Desde muy joven Jeremy ha mostrado tener numerosos talentos, incluyendo la música y el diseño de ropa que son su actividad principal. Demostró ser un gran escritor de canciones, músico (ejecuta el piano) y compositor.
Durante la segunda temporada de la Academia de Estrellas en 2002 por la cadena TF1,  Jérémy fue uno de los concursantes favoritos, y mostró tener el mejor sentido de estilo, originalidad y carisma, por estas cualidades ganó muchos votos. Sin embargo, fue eliminado del show en noviembre, después de tres meses y medio. 
Jérémy realizó una gira por Francia, Bélgica y Suiza con el resto de los concursantes de la Academia de Estrellas a principios del 2003. Al mismo tiempo, estaba preparando su lanzamiento como solista. 
En febrero de 2003, lanzó su primer sencillo Laisse-moi ("Leave me" en inglés), que vendió más de 170,000 copias y se ubicó segundo en el ranking francés Top 50 Singles Chart.  Su segundo sencillo, Belle Histoire ("Bella historia"), le siguió en julio de 2003.
A finales del verano de 2003, fue invitado por Bernard Tapie para participar  en un episodio (especialmente hecho para él) de la serie francesa Commissaire Valence. El episodio fue filmado en París en septiembre, transmitiéndose en enero de 2004.
En octubre de 2003 lanzó su primer álbum, junto con el tercer sencillo Vivre Ça ("Vivir así"), una canción sobre cuestiones sociales de tono grave, pero con ritmo pop/rock. Jérémy escribió, coescribió y compuso once de las doce canciones del álbum. Para esa época fue invitado a la tercera temporada (2003-2004) de la Academia de Estrellas, cantando Vivre Ça junto con uno de los concursantes.
J'aimerai ("I Will Love"), la cuarta y última canción de su álbum, fue lanzada en febrero de 2004. Realiza una gira por Francia y Suiza a finales de 2003 junto con el grupo francés L5 y solo durante el 2004. 
Chatelain se mostró creativo y original en el sentido del estilo en la Academia de Estrellas. Jérémy sabía coser y a menudo, hizo su propia ropa. Junto con la música, la moda es su otra gran pasión.  En el año 2003, anunció la creación de Sir Sid, su propia línea de ropa y accesorios para hombres y mujeres. Su primera colección fue lanzada en Francia durante el 2004. En noviembre de 2003 se casó con la cantante Alizée Jacotey en Las Vegas, Nevada (Estados Unidos).
A principios de 2006 Jérémy lanzó Katmandou, el primer sencillo de su segundo álbum. Su segundo álbum, Variétes Françaises, fue lanzado en marzo de 2006. Jérémy realiza una gira por Francia en julio como parte de la L'été Française Des Jeux - Tournée Des Plages RTL, donde cantó tres canciones.

## Discografía

### Álbumes
| Año  | Título              | Puesto | Semanas |
| ---- | ------------------- | ------ | ------- |
| 2003 | Jérémy Chatelain    | 19     | 17      |
| 2006 | Variétes Françaises | 107    | 2       |